# Günther Scherer (Linguist)
Günther Scherer (* 21. August 1901 in Berlin; † 30. Januar 1982 in Bad Eilsen) war ein deutscher Anglist und Sprachwissenschaftler.

## Leben und Wirken
Nach seiner 1919 absolvierten Reifeprüfung am Jahn-Gymnasium Berlin-Lichtenberg studierte Günther Scherer ab 1920 Neuphilologie an der Universität Berlin und promovierte dort 1928 bei dem Anglisten und Literaturwissenschaftler Alois Brandl. Bis 1945 war er dann als Lektor an der Berliner Universität tätig. Nach dem Zweiten Weltkrieg war er zunächst ab 1949 Lektor an der Freien Universität Berlin. Ab 1951 übernahm er Lehraufträge in den Bereichen Phonetik, Sprachwissenschaft und Sprachpraxis an der Pädagogischen Hochschule Berlin, wo er dann ab 1963 eine Professur erhielt. Im Jahre 1969 trat er in den Ruhestand.
In seinen Veröffentlichungen geht es vor allem um die Phonetik der englischen Sprache. 

## Veröffentlichungen (Auswahl)
- Zur Geographie und Chronologie des angelsächsischen Wortschatzes, im Anschluß an Bischof Waerferth's Übersetzung der "Dialoge" Gregors. Mayer & Müller, Leipzig 1928 (= Dissertation Universität Berlin).
- Englische Texte in Lautschrift. 5. Aufl. Cornelsen, Berlin/Bielefeld 1949.
- (Übers., mit Gerdt Kutscher): Otto Klineberg / Rasse und Psychologie. Colloquium-Verlag, Berlin 1953.
- (Bearb.): Heinrich Mutschmann / Englische Phonetik. 2. Aufl. (= Sammlung Göschen, Bd. 601). de Gruyter, Berlin 1963.
- Das Shaw Alphabet und das Initial Teaching Alphabet. Zu neueren Bemühungen um die englische Rechtschreibung. In: Dieter Riesner (Hrsg.): Festschrift für Walter Hübner. Erich Schmidt, Berlin 1964, S. 51–60.
- (Übers., mit Gerdt Kutscher): Juan Comas / Rasse als Mythos. 2. Aufl. Colloquium-Verlag, Berlin 1966.
- 2500 Grundwörter Englisch/Deutsch. Schindele, Neuburgweier 1969.
- Language laboratory drills in English pronounciation and intonation. 5. Aufl. Cornelsen, Berlin 1972.
- (mit Alfred Wollmann): Englische Phonetik und Phonologie. 3. Aufl. (= Grundlagen der Anglistik und Amerikanistik, Bd. 6). Erich Schmidt, Berlin 1986, ISBN 3-503-02248-1.